# Civitas sine suffragio
Civitas sine sufragio és una expressió en llatí que vol dir «ciutadania sense dret a vot» i amb ella es designava un tipus de ciutadà o nivell social dins la República Romana que garantia tots els drets de la ciutadania romana llevat del dret a votar en les assemblees populars. Aquest estatus es va aplicar primer a algunes ciutats estat que van ser incorporades a la república després del trencament de la lliga llatina l'any 338 aC. Aquesta mateixa política es va fer servir quan es van incorporar regions quan Roma va esdevenir un imperi.
La civitas sine suffragio es concedia a un municipium, és a dir a una entitat administrativa que representava un grup establert de ciutadans i, per mitjà d'aquesta entitat, tots els ciutadans adscrits a ella n'assolien l'estatus. Els drets principals que implicava aquesta designació tenien relació amb: el comerç (comertium), el matrimoni (conubium) i el lliure moviment (migratio). Al mateix temps implicava un seguit de deures envers l'estat romà: el servei militar quan fos requerit i el pagament d'algunes taxes. Algunes ciutats a les quals se'ls va concedir aquest estatus jurídic es van plantejar, amb el temps, si valia la pena o no continuar amb aquesta condició o si, tenint en compte els pros i els contres, potser era millor tornar als antics tractats i aliances entre ciutats. Aquest va ser el cas de les ciutats formades per colons grecs al sud de la península Itàlica, entre elles Neapolis, que fins i tot quan el senat li va oferir ciutadania plena, van preferir un pacte entre iguals abans d'acceptar el que per a ells era una relació de submissió. En el cas de les ciutats del Latium se'ls oferia juntament amb la civitas sine suffragio una bona quantitat de terres. Des del punt de vista del senat romà, sortia més a compte donar terres si a canvi es creava el sentiment de pertinença a un mateix país i s'evitava tenir enemics a prop. Pel que fa a les ciutats més llunyanes a Roma es va preferir la condició d'aliats, que expressaven mitjançant la fórmula jurídica socii populi Romani.